# Inhibidor de PARP
 Inhibidores de PARP  son un grupo de inhibidores farmacológicos de la enzima poli ADP ribosa polimerasa (PARP). Presenta múltiples indicaciones; el más importante es el tratamiento del cáncer. Varias formas de cáncer son más dependientes de PARP que las células normales, por lo que PARP es un objetivo atractivo para la terapia del cáncer.
  Los inhibidores de PARP parecen mejorar la progresión la supervivencia libre de enfermedad en las mujeres con cáncer de ovario recurrente que es  platino-sensible, como se evidencia principalmente con olaparib asociado al tratamiento convencional.
Además de su uso en la terapia del cáncer, los inhibidores de PARP se consideran un tratamiento potencial para las enfermedades tales como apoplejía e infarto de miocardio, así como para las enfermedades neurodegenerativas a largo plazo.

## Mecanismo de acción
El ADN sufre daño miles de veces durante cada ciclo celular y ese daño debe ser reparado.
BRCA1, BRCA2 y PALB2 son proteínas importantes para la reparación de las roturas del ADN de doble hebra, mediante la reparación por recombinación homóloga libre de errores, o HRR (Homologous recombination repair). Cuando se muta el gen de la proteína, el cambio puede conducir a errores en la reparación del ADN que eventualmente pueden causar cáncer de mama. Cuando se somete a suficiente daño al mismo tiempo, el gen alterado puede causar la muerte de las células.
PARP1 es una proteína importante para la reparación de roturas de una sola hebra (nicks en el ADN). Si tales nicks persisten y no se reparan, el ADN se replica, entonces la propia replicación causa que se forme el doble filamento dañado.
Los fármacos que inhiben PARP1 causan múltiples rupturas en las hebras dobles de ADN en los tumores con BRCA1, BRCA2 o PALB2. Las mutaciones de estas roturas de doble cadena no se puede reparar de manera eficiente, lo que lleva a la muerte de las células tumorales. Las células normales que no replican su ADN tan a menudo como si lo hacen las células cancerosas, y que les falta cualquier BRCA1 o BRCA2 mutado todavía tienen reparación homóloga operativo, lo que les permite sobrevivir a la inhibición de PARP.
Algunas células cancerosas que pueden ser sensible a los inhibidores de PARP, porque la regulación de la baja de Rad51, un componente crítico la recombinación homóloga, aunque otros datos sugieren PTEN puede no regular Rad51.
Por lo tanto los inhibidores de PARP puede ser eficaz contra muchos tumores PTEN defectuoso (por ejemplo, algunos tipos de cáncer de próstata agresivo).
Las células cancerosas que son bajos en oxígeno (por ejemplo, en tumores de crecimiento rápido) son sensibles a los inhibidores de PARP.

### Modos adicional de acción para los inhibidores de PARP
2012: Los investigadores del Instituto Nacional del Cáncer han descubierto un nuevo mecanismo importante de la acción de los inhibidores de PARP. También han identificado las capacidades tóxicas de tres fármacos de esta clase, que en la actualidad se están probando en investigaciones clínicas. Antes de este estudio, se creía que los inhibidores de PARP trabajaban principalmente mediante el bloqueo de la actividad enzimática de PARP, evitando así la reparación del daño en el ADN y en última instancia provocar la muerte celular. En este estudio, los científicos establecieron que los inhibidores de PARP tienen un modo adicional de acción: la localización de proteínas PARP en los sitios de daño en el ADN, que tiene relevancia para su actividad anti-tumoral. Los complejos de ADN-proteína PARP atrapados son altamente tóxicos para las células porque bloquean la replicación del ADN. Cuando los investigadores probaron tres inhibidores de PARP para su capacidad diferencial de proteínas en el ADN dañado, encontraron que la potencia de los inhibidores de atrapamiento varió ampliamente. 
La familia de PARP de proteínas en los seres humanos incluye PARP1 y PARP2, que son de unión al ADN y proteínas de reparación. Cuando se activa por daño en el ADN, estas proteínas reclutan a otras proteínas que hacen el trabajo real de la reparación del ADN.

## Ejemplos de investigaciones clínicas

### Fase III
- Iniparib (BSI 201) para el cáncer de mama y el cáncer de pulmón de células escamosas pero no funcionó.[15]  En 2012 se determinó que iniparib no es un inhibidor de PARP verdadero y su mecanismo de acción se cree es a través de otros medios que no sean PARP inhibition.[16][17]
- Talazoparib (BMN-673), después de las investigaciones para hemopatías malignas avanzadas y para tumores[18] se encuentra ahora en fase 3 para el cáncer metastásico línea germinal BRCA mutado.[19]

### Fase II
- Olaparib (AZD-2281) para el cáncer de mama, de ovario y colorrectal.[20][21] AZ El 19 de diciembre de 2014, la FDA aprobó olaparib como monoterapia (400 mg dos veces por día) para pacientes con BRCA germinal mutado (gBRCAm) cáncer de ovario avanzado que han sido tratados con tres o más líneas previas de quimioterapia.
- Olaparib TOPARP-A investigación para su uso en el cáncer de próstata avanzado.[22]
- Rucaparib (AG014699, PF-01367338) para cáncer de mama metastásico y el cáncer de ovario.
- Veliparib (ABT-888) para el melanoma metastásico y el cáncer de mama, y como un añadido a la radiación en pacientes con metástasis cerebrales de células no pequeñas Cáncer de pulmón.
- CEP 9722[23] para el cáncer de pulmón de células no pequeñas (NSCLC)[15]

### Fase I
- MK 4827[24] inhibidor de PARP1 y PARP2. Investigación de fase I en 59 pacientes.[25]
- BGB-290 primera dosis en julio de 2014.[26]

Experimental:
- 3-aminobenzamide, un inhibidor de PARP prototípico

## Combinación con radioterapia
La función principal de la radioterapia es para romper el ADN, provocando daños severos en el ADN y conduciendo a la muerte celular. La radioterapia tiene el potencial de matar a 100 % de las células, pero la dosis requerida para hacerlo podría causar efectos secundarios inaceptables para el tejido sano. Es por eso que solo se puede dar radiación hasta un cierto punto. La radioterapia combinada con inhibidores de PARP da esperanzas, ya que los inhibidores podrían llevar a la formación de roturas de cadena doble de los saltos de un solo capítulo generados por la radioterapia en tejido tumoral con mutaciones BRCA1 / BRCA2. Por tanto, esta combinación podría ayudar a las terapias.